# Lübecker Volks- und Erinnerungsfest

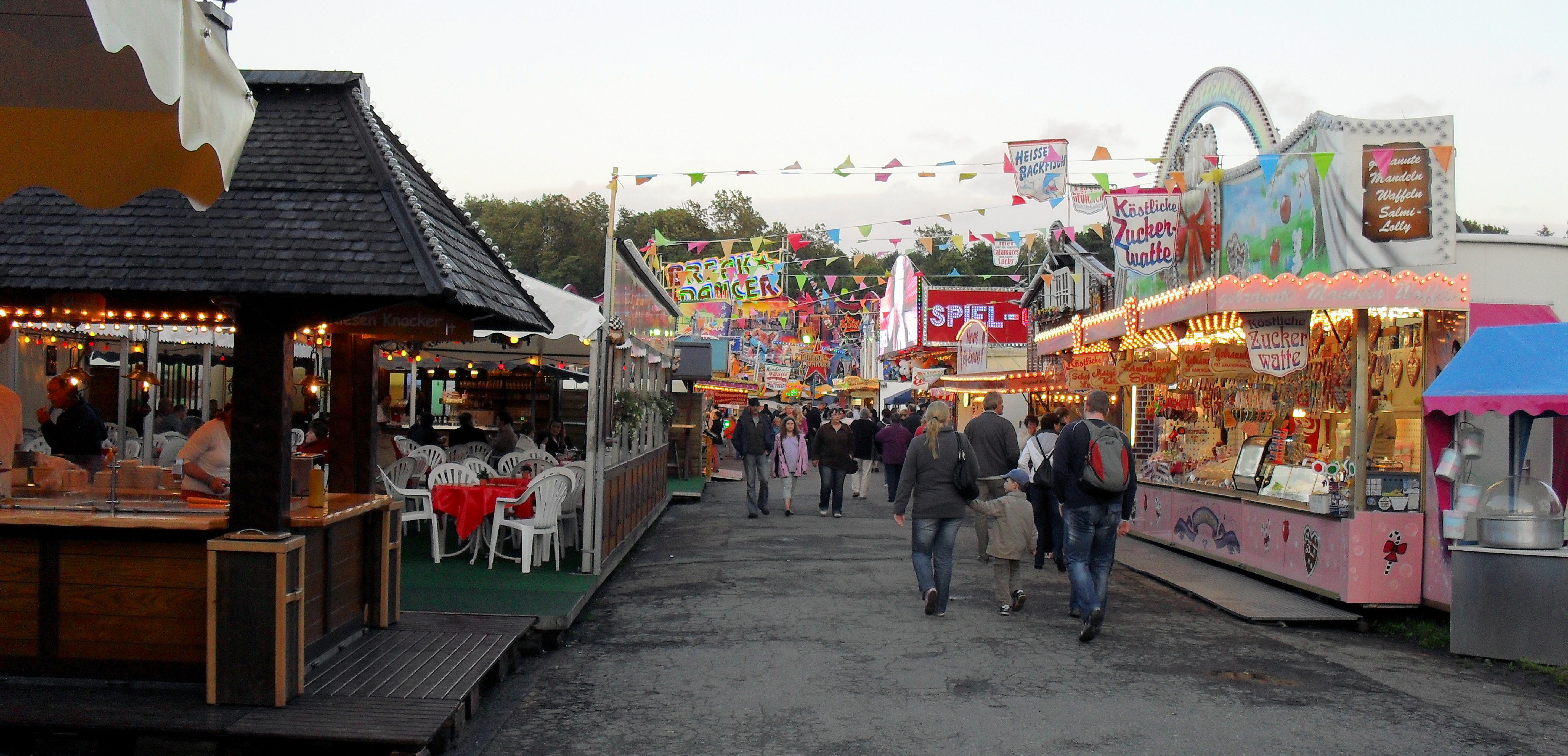
Auf dem Lübecker Volks- und Erinnerungsfest, 2011

Das Lübecker Volks- und Erinnerungsfest ist das jährlich stattfindende Volksfest Lübecks.

## Ursprünge
Im Zuge der Ereignisse des Jahres 1848 konstituierte sich im Sommer jenes Jahres in Lübeck ein Komitee von 15 Privatleuten, das in den Lübeckischen Anzeigen vom 3. Juli die Abhaltung eines Allgemeinen Scheibenschießens auf dem Bürgerschützenhof vor dem Holstentor vom 23. bis 25. Juli ankündigte. An den Schießwettbewerben teilnehmen konnte jeder, der die Gebühr von 1 Mark lübsch und 8 Schilling entrichtete. Dieses Konzept war eine für Lübecker Verhältnisse radikal demokratische Neuerung, denn bis dahin war das städtische Schützenwesen traditionsgemäß streng ständisch organisiert: Der Bürgerschützenhof stand bis dahin nur den Schützengilden der Zünfte und Standeskorporationen offen, die hier ihre separaten Schützenfeste abhielten. Die Veranstaltung hatte somit deutlichen Symbolcharakter. Noch im Jahr 1843 war ein geplantes Volksfest zur 700-jährigen Wiederkehr der Stadtgründung durch den Senat der Hansestadt aus Gründen der Verfassungsdiskussion mittels Senatsdekret unterbunden worden.
Das Allgemeine Scheibenschießen fand statt wie geplant; die Veranstaltung erhielt einen festlichen Rahmen durch einen feierlichen Zug der 1348 Teilnehmer vom Markt zum Schützenhof am Eröffnungstag. Auf dem Gelände des Bürgerschützenhofes waren zahlreiche Verkaufsbuden errichtet, so dass die Veranstaltung den Charakter eines Volksfestes erhielt. Die Verbindung zu den revolutionären Geschehnissen wurde durch die Beflaggung der Stadt in Schwarz-Rot-Gold, Hochrufe auf den Reichsverweser Johann von Österreich und patriotische Lieder offen demonstriert. Der finanzielle Erlös wurde für den Bau eines Kanonenbootes der künftigen Reichsflotte gespendet, das allerdings nie fertiggestellt wurde.

## Entwicklung im 19. Jahrhundert

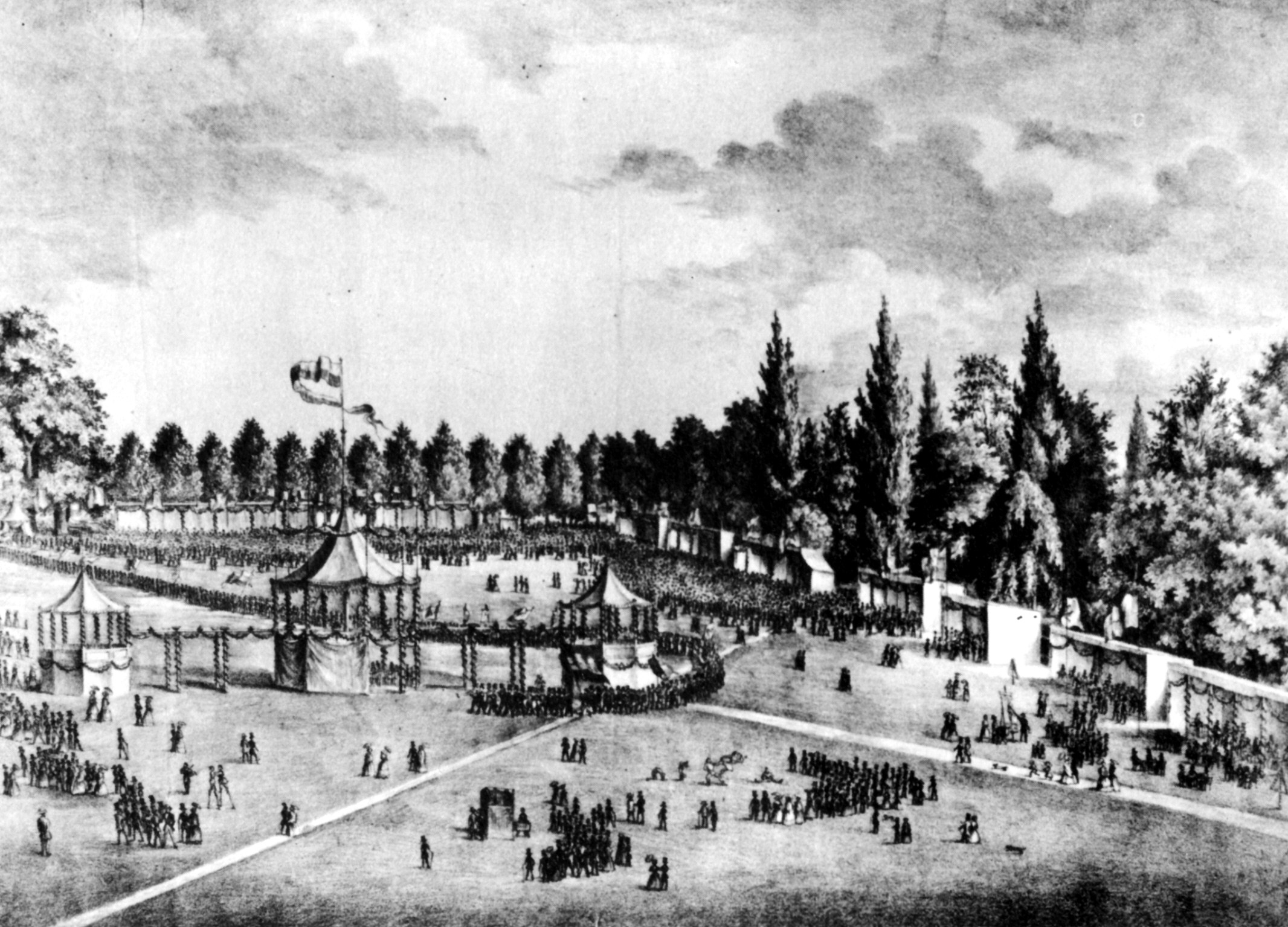
Das Volksfest im Jahre 1854

Festhalle des Volksfestes, 1895

Das Allgemeine Scheibenschießen war von den Veranstaltern als einmaliges Ereignis geplant worden; eine Wiederholung war ursprünglich nicht vorgesehen gewesen. Das Schützenfest hatte jedoch großen Anklang gefunden, und die Angehörigen des Komitees erhielten zahlreiche Bitten nach einer Wiederholung im folgenden Jahr. Trotz des Scheiterns der Revolution und der Bemühungen um eine Einigung Deutschlands fand das Scheibenschießen auch 1849 statt, der übergreifenden politischen Symbolik entkleidet, aber weiterhin als demokratische Veranstaltung, an der teilzunehmen jedem offenstand. In den nächsten Jahren wurde das Allgemeine Scheibenschießen zu einer festen jährlichen Veranstaltung, die sich immer mehr zum Volksfest wandelte und bei der die Schießwettbewerbe zunehmend in den Hintergrund rückten.
1852 wurde das erheblich angewachsene Fest vom zu klein gewordenen Bürgerschützenhof auf das Burgfeld verlegt. Ab 1853 verkehrten Sonderzüge, da das Scheibenschießen nach dem Eisenbahnanschluss Lübecks zunehmend auswärtige Besucher anzog. Das Fest verlor seinen politischen Charakter bald, wurde dafür aber zu einem populären jährlichen Ereignis für Lübeck und die weitere Umgebung, wenn es auch bis weit in die 1860er Jahre der Kritik der lutherischen Staatskirche ausgesetzt war, die es für eine Brutstätte von moralischer Verwahrlosung und Ausschweifungen hielt.
1866 fiel das Scheibenschießen aufgrund des Deutschen Krieges erstmals aus. 1870 hingegen fand das Fest trotz der zwei Tage zuvor erfolgten Kriegserklärung durch Frankreich dennoch statt und erhielt durch die öffentliche Stimmung zum ersten Mal seit 1848 wieder einen als patriotisch empfundenen Charakter. Die Einnahmen wurden der Versorgung Verwundeter im bevorstehenden Krieg gestiftet.
1871 erhielt die Veranstaltung den heutigen Namen Volks- und Erinnerungsfest, vorerst noch als ergänzender Untertitel zum Allgemeinen Scheibenschießen. Betont wurde fortan, dass das Fest seinen Ursprung im Wunsch nach nationaler Einigung hatte, die nunmehr erfolgt sei. Zugleich versuchte das Festkomitee, das Fest zu einer würdevollen Feierlichkeit umzugestalten, bei der die volksfesttypischen Belustigungen als unpassend empfunden und untersagt wurden. Da hierdurch allerdings die Attraktivität litt, wurden sie bereits zur 25-Jahr-Feier 1873 wieder zugelassen. Die nationalen Aspekte des Volksfestes beschränkten sich hinfort auf die Eröffnungsfeier, Motive des Festzuges und die Dekorationen des Festplatzes.
Gegen Ende des 19. Jahrhunderts war das zweitägige Lübecker Volks- und Erinnerungsfest zu einem der größten Volksfeste Norddeutschlands geworden, das 300 Schausteller-, Verkaufs- und Bewirtungsgeschäfte versammelte.

## Entwicklung bis zum Ersten Weltkrieg

Schaustellergeschäfte auf dem Volks- und Erinnerungsfest des Jahres 1909

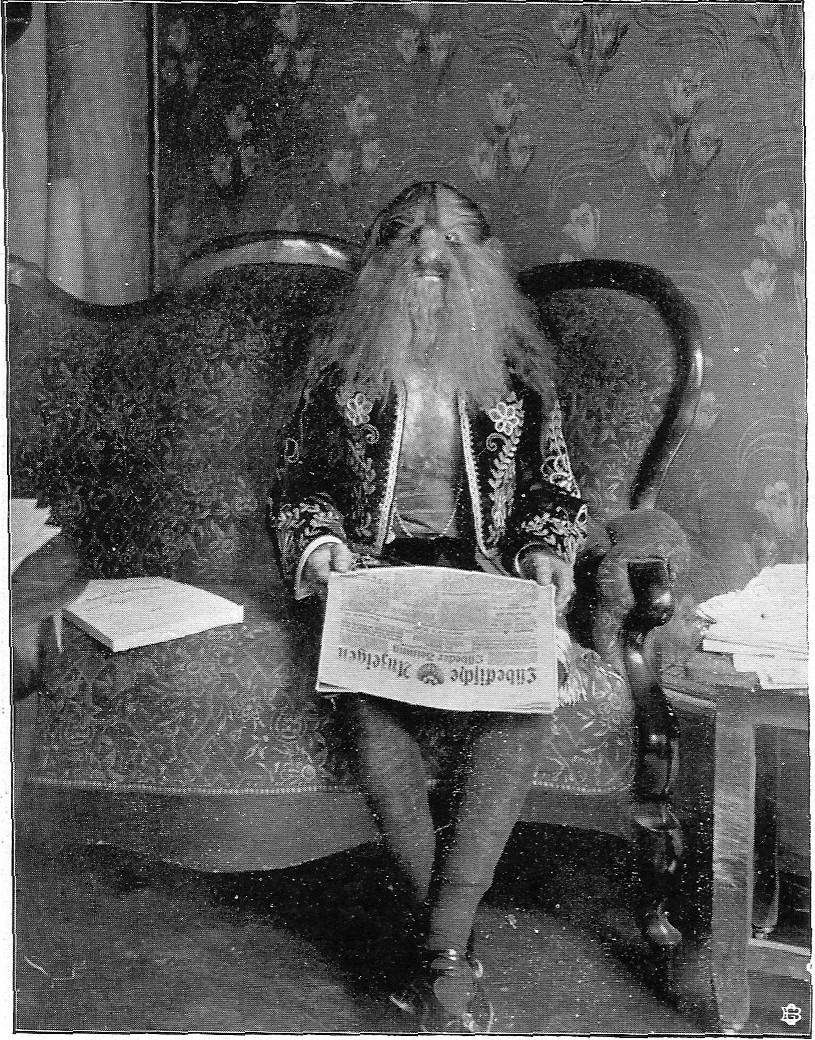
Der Löwenmensch. Attraktion des indischen Pavillons aus dem Jahre 1909

In den ersten Jahren des 20. Jahrhunderts wuchs das Volksfest weiter an; 1912 wurde festgestellt, dass die Fläche des Burgfelds nicht mehr ausreichte und ein anderer Veranstaltungsort gefunden werden musste. Der Beginn des Ersten Weltkriegs 1914, der zur Einstellung des Festes führte, machte diese Überlegungen vorerst gegenstandslos.
Die zunehmend aggressiv nationalistisch geprägten und bürgerlich-obrigkeitstreu ausgerichteten Festzüge und Eröffnungsfeiern machten das Volksfest zur Zielscheibe besonders von Sozialdemokraten und Gewerkschaften, welche auch die mangelnde Repräsentierung der Arbeiterschaft im Programm hart kritisierten. Bis zum Beginn des Krieges änderte sich dennoch nichts am Wesen des Festes.
Im Sommer 1914 fand das Volksfest letztmals statt. Während der Kriegsjahre stand die Abhaltung eines großen Vergnügungsfestes völlig außer Frage, und auch 1919 gab es noch keinerlei Initiativen, das Fest wieder aufleben zu lassen. Zudem war ein großer Teil des Burgfeldes noch mit Lazarettbaracken bebaut, die während des Krieges errichtet worden waren, so dass das traditionelle Veranstaltungsgelände nicht zur Verfügung stand. Ein 1920 von einigen Schaustellern organisiertes Volksfest in kleinem Maßstab auf einem unbebauten Teil des Burgfelds fand wenig Beachtung.

## Entwicklung bis zum Zweiten Weltkrieg
1921 konstituierte sich ein Festausschuss von Schaustellern, die an einer Wiederbelebung des für sie lukrativen Lübecker Volksfestes interessiert waren. Nachdem das Burgfeld von den Baracken befreit worden war, fand im Juli 1921 das von ihnen organisierte Volksfest in altem Umfang statt, nunmehr ausgedehnt auf acht Tage. Der Publikumsandrang war groß, von den Angehörigen des – immer noch existierenden – alten Festkomitees und der konservativen Presse allerdings wurde es herabsetzend als Ersatzvolksfest bezeichnet, das ein reiner kommerzieller Jahrmarkt, inhaltsleer und ohne jeden historischen oder vaterländischen Hintergrund sei.
Das neue Volks- und Erinnerungsfest erfreute sich trotz dieser Kritik großen Zuspruchs, geriet aber ab 1924 in Gefahr. Ein Teil des Burgfeldes sollte einer neuen Nutzung als öffentliche Sportanlage zugeführt werden, und die Stadt empfand es als unvertretbar, das Gelände nur des gewinnorientierten Interesses der Schausteller wegen nicht dem Gemeinwohl widmen zu können. Erst 1927 kamen Stadt und Schausteller zu einer Einigung: Eine große Freifläche an der Travemünder Allee beim Lauerholz wurde zum neuen festen Ort des Volksfestes. Der Volksfestplatz erfüllte diese Funktion bis 2014.
Nach der Machtergreifung durch die Nationalsozialisten 1933 erfuhr das Volksfest, das als Heimatfest und sogenanntes völkisches Brauchtum von den neuen Machthabern grundsätzlich mit Wohlwollen betrachtet wurde, verschiedene Änderungen. Während die verlängerte Dauer von acht Tagen beibehalten wurde, kehrte man bei äußerem Rahmen und Programmgestaltung zu den Formen der Vorkriegszeit, angepasst an die neuen politischen Verhältnisse, zurück. Organisiert von offiziellen Stellen, fanden wieder ein Festzug und eine aufwendige Eröffnungsfeier sowie weitere Begleitveranstaltungen statt, die zunehmend im Zeichen nationalsozialistischen Gedankenguts standen. Das Komitee der Schausteller war nur noch für die Errichtung der Budenstadt auf dem Volksfestplatz zuständig. 1940 fiel das Volksfest kriegsbedingt aus, 1941 und 1942 hingegen fand es, wenn auch in reduziertem Umfang, wieder statt, um dann endgültig eingestellt zu werden.

## Entwicklung in der Nachkriegszeit
Im unmittelbar auf das Kriegsende folgenden Sommer 1945 fand kein Volksfest statt, doch schon 1946 wurde es in bescheidenem Rahmen und unter dem Namen Vergnügungsmarkt mit Genehmigung der britischen Besatzungsbehörden wieder abgehalten. Weil der Volksfestplatz zur Lagerung von Trümmerschutt diente, fand das Fest an der Obertrave am Rande der Lübecker Altstadt statt, wo auch die Oster- und Weihnachtsmärkte beheimatet waren. Damit sich die Anreise für die Schausteller lohnte, wurde die Dauer auf zwei Wochen verlängert. Im folgenden Jahr kehrte man zur Bezeichnung Volks- und Erinnerungsfest zurück und hob die demokratischen Ursprünge des Festes ausdrücklich hervor. 1949 zog das Fest auf einen neu angelegten, innenstadtnahen Veranstaltungsplatz an der Possehlstraße um, der deutlich mehr Platz bot als der Straßenzug An der Obertrave.
Im Verlauf der 1950er Jahre wuchs das Fest und stiegen die Besucherzahlen; das in den frühen Nachkriegsjahren noch bescheidene Rahmenprogramm wurde wieder umfangreicher. 1956 beschloss die Stadt den Ausbau der Possehlstraße, bei dem das Veranstaltungsgelände erheblich verkleinert werden musste, und legte dem Festausschuss der Schausteller, der das Volksfest organisierte, den Umzug auf den mittlerweile wieder zur Verfügung stehenden Volksfestplatz nahe. Die Betroffenen reagierten zunächst mit Ablehnung, da ihnen der Platz unter anderem als zu abgelegen erschien. Da allerdings keine Alternative bestand, wurde das Volksfest abermals verlegt und fand von 1957 bis 2014 auf dem Volksfestplatz statt.
Im April 1957 bildete sich ein unabhängiges neues Lübecker Volksfestkomitee e.V., das seitdem anstelle der Schausteller Organisation und Gestaltung des Festes wahrnimmt und das sich auch der Traditionspflege verpflichtet sieht. Die Bemühungen fanden ihren Ausdruck bereits beim Volksfest des Jahres 1957, das wieder mit Festzug und Rahmenfeierlichkeiten in zeitgemäßem Stil abgehalten wurde und das erstmals seit dem Zweiten Weltkrieg wieder unter seinem vollen Namen Lübecker Volks- und Erinnerungsfest – Allgemeines Scheibenschießen stattfand.

## Das Volksfest heute
Seit den 1990er Jahren hat das Lübecker Volksfest einen Rückgang der Besucherzahlen zu verzeichnen. Die Gründe sind vielfältig und werden nicht einheitlich bewertet. Neben der Konkurrenz durch andere Freizeitangebote existieren weitere Probleme, darunter die nach Ansicht der Veranstalter mangelnde Unterstützung durch die Hansestadt Lübeck, die das Volksfest nicht in den offiziellen Veranstaltungskalendern und auf der Tourismus-Webseite erwähnt, den über Jahre angebotenen Buszubringer zum Volksfestplatz eingestellt hat und die Busse des Stadtverkehrs während der zwei Festwochen nicht mehr, wie früher üblich, beflaggen lässt und so das Volksfest aus der Wahrnehmung verdrängt. Daneben bestehen Schwierigkeiten mit dem Mangel an Parkplätzen in der Umgebung des Volksfestplatzes und, nach Auffassung von Schaustellern, eine mangelnde Identifikation der Lübecker mit ihrem Volksfest, die sich so auffallend nirgendwo sonst in Deutschland feststellen lasse.
2015 wurde das Volks- und Erinnerungsfest vom Volksfestplatz verlegt und fand zum ersten Mal an der Musik- und Kongresshalle statt.